# Med-View Airline
Med-View Airline è una compagnia aerea con sede a Lagos, in Nigeria.

## Storia
La compagnia aerea è stata fondata nel 2007 come compagnia aerea charter, operando principalmente voli per lo Hajj; offre servizi regolari nazionali da novembre 2012. Da allora si è espansa in rotte passeggeri di linea regionali e a lungo raggio. Med-View Airline Plc è stata quotata alla borsa valori nigeriana il 31 gennaio 2017.
La compagnia aerea ha licenziato il 90% dei suoi dipendenti tra novembre 2017 e giugno 2018. Med-View Airline doveva ai lavoratori licenziati e non almeno N1,5 miliardi di arretrati in salari, pensioni e altri diritti. Nell'aprile 2018, Medview Airline ha sospeso le operazioni di volo internazionali principalmente a causa dei debiti e della diminuzione degli aeromobili nella flotta. Nell'ottobre 2018, secondo quanto riferito, Medview aveva licenziato oltre 100 dipendenti, ad alcuni dei quali erano dovuti circa 6 mesi di stipendio. Ad agosto 2019, Medview ha interrotto tutte le operazioni poiché il suo unico aereo operativo era andato fuori servizio. Ha ripreso a volare nel 2020.
Al 2022 Med-View Airline rimane l'unica compagnia aerea nigeriana a cui è vietato operare nell'Unione europea.

## Flotta

### Flotta attuale
Ad agosto 2022 Med-View Airline non ha in flotta alcun aereo.

### Flotta storica
Med-View Airline operava in precedenza con i seguenti aeromobili: